# Superman vs. The Amazing Spider-Man
Superman vs The Amazing Spider-Man: The Battle of the Century (cuya traducción al español es Superman vs. El sorprendente Spider-Man: La pelea del siglo) es un comic book publicado por las editoriales Marvel y DC Comics en el año 1978, el primero donde se juntan dos personajes de estas compañías.

## Historia de publicación
Durante 1970 el director de la editorial Marvel Comics David Obst le sugirió a Stan Lee y a Carmine Infantino (guionista de DC) que debían hacer una película que estuviera protagonizada por sus dos personajes más populares (en este caso Spider-Man y Superman); sin embargo, no fue posible ya que una serie de Spider-Man estaba comenzando a producirse, así como una Superman: The Movie de Superman. Posteriormente decidieron hacer el cruce en una novela gráfica, la cual titularon, Superman vs. The Amazing Spider-Man. Los villanos para la historia fueron Lex Luthor y el Doctor Octopus, también apareciern los intereses amorosos de los personajes, Mary Jane Watson y Lois Lane.
Fue escrita por Gerry Conway y dibujada a lápiz por Ross Andru. Ambos creadores han trabajado en Superman y Spider-Man antes en sus propios títulos. La edición se llevó a cabo por una variedad de personas, incluyendo Sol Harrison, Stan Lee, Carmine Infantino, Marv Wolfman , Len Wein, Roy Thomas y otros. De acuerdo con un artículo escrito por Daniel Best este cómic (sobre la base de sus entrevistas con Wolfman, Wein, Infantino, Evanier Mark, Neal Adams y John Romita) Neal Adams volvió a dibujar las grandes figuras de Superman. También se confirmó por entintador Dick Giordano, quien dijo:

## Sinopsis
La historia comenzó con Superman volando para salvar Metrópolis ya que está siendo atacado por su antiguo enemigo Lex Luthor en un gigantesco robot de su propia creación. Después de una pelea, Superman finalmente derrota a Luthor, pero no antes de que Lex se las arregla para enviar algún tipo de dispositivo robado a una de sus fortalezas para su custodia.
La siguiente escena implica Spider-Man luchando contra el Doctor Octopus y sus secuaces. Octopus ha creado un gran barco volador robótico que fue llamado "el pulpo del vuelo". Octopus también lo ha encerrado en un falso dirigible como fachada (vuela por medios electromagnéticos) con el fin de que pueda robar fortunas bajo su cubierta, que le proporcione una fuente potencialmente inagotable de dinero con el que alimentar sus planes de conquista mundial.
En la prisión, Lex y el Dr. Octopus hacer un pacto siniestro para combinar sus fuerzas para dominar el mundo y matar a los dos hombres que los ponen tras las rejas. En cuestión de minutos, con la combinación de sus capacidades, los dos súper-villanos escapan.
La escena principal siguiente tiene lugar durante una conferencia de prensa en Nueva York que cuenta con algún tipo de nuevo satélite que al parecer es capaz de interrumpir patrones del clima globales, llamado Comsat. Peter Parker y Mary Jane Watson están ahí, al igual que Clark Kent y Lois Lane. Después de salvar la vida de Lois Lane, Peter Parker le presenta a Mary Jane. En cuestión de segundos, Lex Luthor, bajo el disfraz de Superman, se abalanza y le dispara un misteroso rayo con su máscara de Superman que teletransporta a Lois Lane y Mary Jane a un destino desconocido. Lex vuela rápidamente, y tanto Peter como Clark pronto se pusieron sus respectivos disfraces.
Superman equivocadamente culpa a Spider-Man por el secuestro de Lois y Mary Jane, lo que enoja a Spider-Man. Superman y Spider-Man pelean en el aire sobre los cielos de Nueva York, pero fácilmente evaden los ataques del otro. Luego Superman vuela a supervelocidad,para evadir el siguiente ataque de Spider-Man mientras trata de averiguar simultáneamente lo que está pasando.
Peter y Clark despiertan un poco más tarde a bordo del satélite Gang injusticia. Lex Luthor les muestra a sus novias cautivas, presas en una cárcel esférica de aspecto extraño. Después de unos momentos de regodeo de Luthor, Spider-Man y Superman atacan, a pesar de su cansancio. Spider-Man se puso en contra Lex Luthor y Superman contra el Doctor Octopus, a pesar de la gravedad de haber sido encerrados por Lex Luthor. Después de algún tiempo, Superman finalmente se las arregla para ganar la mano contra Octopus arrancando dos de los brazos robóticos y rompiendo sus gafas, mientras que Spider-Man se está abriendo camino a través de medios psicológicos en el sutil giro Lex Luthor contra el Doctor Octopus. Spider-Man batalla contra Doctor Octopus y Lex Luthor al mismo tiempo. Luthor le dice arrogantemente a Spider-Man que su verdadero plan que es destruir la mayor parte de la Tierra para vengarse de la gente por no decirle lo grande que es. Sin embargo, mientras la atención de Luthor se centra en Spider-Man (debido a su batalla), Octavius, dándose cuenta de que una vez que Luthor destruya el planeta no va a tener un lugar para vivir, (Gerry Conway escribió en un fanzine que Luthor tenía un lugar en alguna parte más preparado para él, pero no lo hizo Octavius), utiliza un brazo robótico para destruir a la consola de control, que es el control de la máquina que está perturbando los patrones climáticos de la Tierra, deteniendo el desastre potencial. Luthor ataca a Octavius en represalia por la destrucción de sus planes. Despojado de dos de sus brazos y que no pueden utilizar un tercero (por Spider-Man), Lex Luthor logra derrotar a Doctor Octopus.
Superman entonces vuela de regreso a la Tierra para tratar de detener una gigantesca ola de la destrucción de la mayor parte de la costa este de los Estados Unidos. Lo hace al volar muy rápido en frente de la ola de marea, que de alguna manera (en la ciencia del cómic) crea un boom sónico gigantesco que dispersa la onda de forma segura.
Después de haber vencido al Doctor Octopus, y habiendo ganado tiempo suficiente para que su factor de curación curara sus heridas de batalla, Spider-Man derrota a Lex Luthor con facilidad y lo dejó inconsciente de un golpe en la cabeza.
Superman regresa a la TV vía satélite Gang injusticia. Spider-Man lanza redes hasta sus dos super-villano cautivos. Superman vuela con Mary Jane y Lois a la Tierra en su esfera de protección, mientras que Spider-Man vuela presumiblemente a sus dos cautivos atrás en la lanzadera de espacio . Superman y Spider-Man se felicitan por un trabajo bien hecho y toman a Octavius y Luthor de vuelta a sus respectivas cárceles. Mary Jane y Lois le dicen adiós a sus respectivos novios.
En un epílogo, Clark y Lois van a una cita doble con Peter y Mary Jane, y todos caminan juntos.